# Della H. Raney
Della Hayden Raney (Suffolk, Virginia; 10 de enero de 1912 - Detroit, Míchigan; 23 de octubre de 1987) fue una enfermera estadounidense que sirvió en el Cuerpo de Enfermeras del Ejército de los Estados Unidos. Fue la primera enfermera afroamericana en presentarse al servicio en la Segunda Guerra Mundial y la primera en ser nombrada enfermera jefe. En 1944, se convirtió en la primera enfermera de color afiliada al Cuerpo Aéreo del Ejército ascendida a capitán, y luego a mayor en 1946. Se retiró del Ejército en 1978.

## Biografía
Della H. Raney nació el 10 de enero de 1912, en Suffolk, en el estado de Virginia. En 1937, Se graduó de la Escuela de Enfermería del Hospital de Lincoln. En esta última ciudad, trabajó como supervisora de operaciones y antes de alistarse en el ejército también había trabajado en el Hospital Comunitario de Norfolk, en Virginia, y en el K.B. Hospital Reynolds en Winston-Salem.
En abril de 1941, se presentó al servicio y fue la primera enfermera afroamericana en servir en el Cuerpo de Enfermeras del Ejército durante la Segunda Guerra Mundial. Fue comisionada como subteniente y estuvo asignada por primera vez en Fort Bragg, donde trabajó como supervisora de enfermería. Al año siguiente, fue transferida al hospital de campo de la Base Aérea del Ejército en Tuskegee, donde trabajó como enfermera jefe y en 1944 fue ascendida a capitán. Ese mismo año, fue transferida a Fuerte Huachuca. En ese momento, ella era la única mujer afroamericana en obtener ese rango y trabajar para las Fuerzas Aéreas del Ejército. En 1946, estaba de licencia terminal —la última licencia concedida a un miembro de las fuerzas armadas inmediatamente antes de su baja, igual en duración a la licencia acumulada no utilizada— del Camp Beale donde trabajaba como enfermera jefe. También fue ascendida al rango de mayor ese mismo año, lo que la convirtió en la primera enfermera de color en obtener el rango de mayor en el Ejército. En la década de 1950, estuvo estacionada en el Hospital Médico del Ejército Percy Jones. Raney sirvió en el ejército hasta su jubilación en 1978.
En 1978, los aviadores de Tuskegee la honraron por su servicio. Sus compañeros la llamaban «Maw Raney». El 23 de octubre de 1987 murió. En 2012, los aviadores de Tuskegee y la Asociación Nacional de Enfermeras Negras crearon una beca que lleva su nombre.